# Fernando Estévez
Fernando Estévez de Salas (Villa de La Orotava, 3 de marzo de 1788 - San Cristóbal de La Laguna, 14 de agosto de 1854) fue un escultor, pintor, urbanista y catedrático de dibujo, máximo representante del Arte Neoclásico en Canarias. Está considerado junto a José Luján Pérez, su maestro, los escultores más importantes del Archipiélago canario. Es conocido por haber realizado la imagen de Nuestra Señora de Candelaria, Patrona de Canarias.

## Biografía

### Orígenes

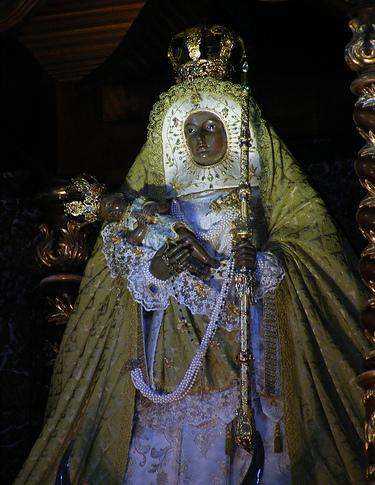
La actual imagen de la Virgen de Candelaria, Patrona de Canarias, obra de Fernando Estévez

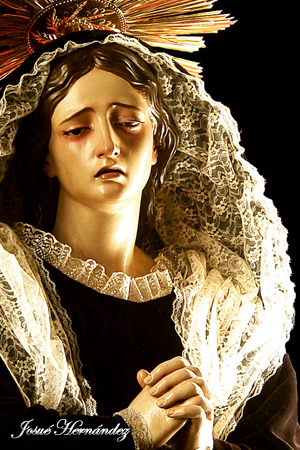
Dolorosa (1816)

Fernando Estévez nació en 1788 en la Villa de La Orotava, localidad norteña de la isla de Tenerife, donde su padre, don Juan Antonio Estévez, contaba con un taller propio de platería en su domicilio particular, situado en la vía principal de la localidad, la conocida popularmente como Calle de la Carrera, hoy dedicada a Fernando Estévez, considerado Hijo Ilustre de la citada población. Desde sus primeros años, Fernando demostró dotes innatas para la plástica artística, empleándose en el conocimiento de la platería pero, sobre todo, en el diseño.
Aparte del ambiente artístico del hogar, Fernando contó con un escenario urbano ideal para suscitar en él vocación de artista. La Orotava era una especie de museo en el que podía descubrir el arte, conocerlo y estudiarlo. Desde el siglo XVI y XVII, La Orotava acaparó buena parte de la clientela, llegando a convertirse en centro imaginero, sobre todo tras la erupción del volcán de Garachico, en 1706.

### Formación

#### La Orotava
Actualmente se desconoce el desarrollo de la formación en la Villa. Padrón Acosta y Tarquis Rodríguez anotaron su vinculación con el convento franciscano de la localidad, donde recibiría la enseñanda primaria. Sin embargo, no se ha aprobado esta posible formación en el cenobio. Santiago Tejera citó en 1914, a la hora de biografiar a Luján Pérez, una vinculación de la familia Estévez con el cenobio franciscano y, en especial, con fray Antonio López, quién pondría en contacto a Estévez con el maestro grancanario en su segundo viaje a Tenerife, datado en 1805. Nuevas aportaciones prueban la imposibilidad de la realización de ese supuesto viaje y la errónea atribución de Fray Antonio López como docente de Bellas Artes. En cambio si se plantea una hipotética relación con el oficio de orfebre y joyero, gracias al modesto taller que su padre mantenía abierto en el domicilio familiar.
Esta relación paterna con la platería y joyería pudo haber sido el motivo de la estancia de Estévez en Las Palmas. Algunos familiares del imaginero tinerfeño residieron en esta ciudad a principios de siglo XIX, y existe documentada una estancia de su padre en Las Palmas en 1801, atendiendo un problema relacionado con un encargo de orfebrería, que prueba el reconocimiento dispensado al taller familiar o la cotinianeidad con que se abordaría el traslado de Fernando a Gran Canaria en los primeros años del Ochocientos Lo que sí queda claro es que Estévez desarrolla su formación artística en Las Palmas bajo la tutela de Luján Pérez, en su obrador situado en la calle Santa Bárbara.

#### Las Palmas de Gran Canaria
Las enseñanzas de Luján no fueron exclusivamente las que contribuirían a su formación. Estévez asistió también a las clases que se impartían en la Academia de Arquitectura, fundada años antes por el tinerfeño Fernando de Roo, donde se adiestró en dibujo figurativo. Se cree que Luján, como buen maestro y tutor, tuvo que haberlo introducido en los círculos intelectuales de Vegueta. Rápidamente Estévez adquiere el privilegio de "aventajado". Condición que debe ajustarse a su capacidad manifiesta en la escultura, pues nadie como él sedujo a su maestro Luján en el manejo de las gubias, en el conocimiento de materiales y, sobre todo, en su aplicación al estudio del arte. En este aspecto se puede afirmar que Estévez es deudor de su maestro, pero mientras el resto de discípulos y seguidores no aportaron ninguna novedad, Fernando Estévez supo alejarse de Luján, creando su propio estilo.

### El taller de La Orotava (1808-1845)
Estévez regresa a la Villa en 1806, cuando contaba con 18 años de edad, y donde abrirá su taller en el domicilio familiar. En la Villa de La Orotava transcurrieron los mejores años de su vida artística. En esta etapa, Estévez desplegó una labor artística bastante notoria, convirtiéndose en el escultor más importante y de mayor fama del archipiélago. La vida social y cultural de La Orotava permitieron a Estévez desarrollar su capacidad humana, intelectual y creativa. Una etapa florida que dedicó incansablemente, como nos recuerda Padrón Acosta y recogido por Fuentes, "a su labor escultórica, lleno de ilusiones y de esperanzas en el triunfo de su arte".

#### Sus primeras obras (1808-1821)

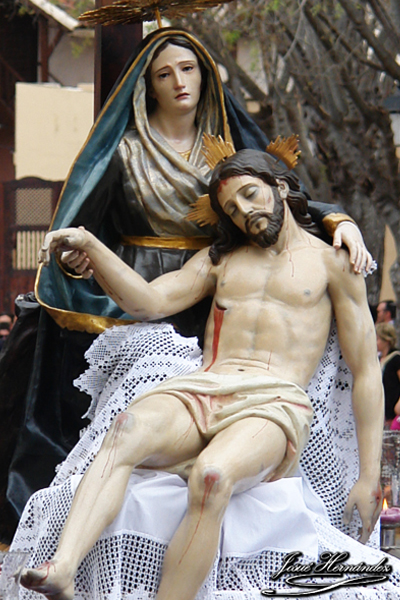
Santísimo Cristo del Calvario, de la Villa de La Orotava

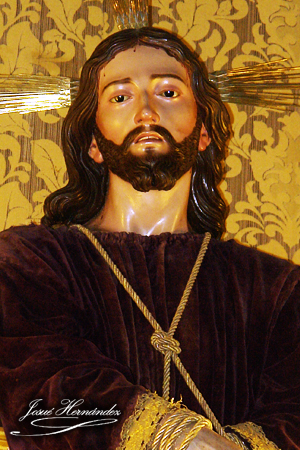
Santísimo Cristo del Perdón (1821), de Santa Cruz de La Palma

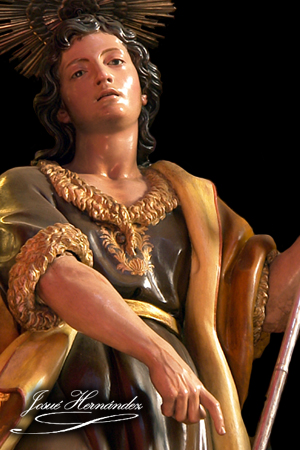
San Juan Bautista (1819), de Telde

Sus comienzos como escultor coincidieron con una época de renovación artística que vivía La Orotava. La nueva fábrica de la Parroquia Matriz de Nuestra Señora de la Concepción, bendecida en 1788, renovaba su patrimonio artístico. Además, La llegada de piezas genovesas, como el Tabernáculo y el Púlpito de Giuseppe Gaggini, la Inmaculada Concepción (1824) de Angelo Olivari o el sepulcro de los Marqueses del Sauzal, permitieron a Estévez conocer el mejor arte genovés del momento. Para dicho templo realizó tallas como Santa Lucía, Santo Tomás de Villanueva, San Blas o la Virgen de Candelaria. Estévez también participó en la renovación de la ermita situada en el Calvario de La Orotava, para la que realizó las imágenes de La Piedad (1814 ca.), conocida como el "Santísimo Cristo del Calvario", San Isidro y Santa María de la Cabeza.
También contribuyó a la recuperación del convento de San Lorenzo, destruido en 1801 por un pavoroso incendio, realizando las imágenes de La Dolorosa (1816) y San Juan Evangelista y la Virgen del Carmen (Hoy, en la Parroquia de San Juan, de La Orotava), y la imagen de San Francisco de Asís. En la citada Dolorosa, Estévez se muestra original y creativo, consiguiendo un tipo de belleza femenina que se caracteriza por la dulzura, la melancolía y la distancia, que en cierta medida recuerda a la escultura genovesa que se encuentra en los templos canarios.
Asimismo, comenzó a tallar diversas imágenes para otros lugares de la geografía isleña, como una Santa María Magdalena para la Parroquia de los Remedios de La Laguna (Convertida posteriormente en Catedral), un San Juan Bautista (1819) para la parroquial de Telde, en Gran Canaria; una Dolorosa (1817 ca.) para la Iglesia de la Concepción del Realejo Bajo (tristemente desaparecida en el incendio de 1978) o la bella imagen de Nuestra Señora de los Remedios.
San Cristóbal de La Laguna también cuenta con el extraordinario trabajo de San Plácido Mártir, que se encuentra en la Parroquia de San Juan de San Cristóbal de La Laguna (Tenerife). Considerada por la crítica como una de sus más destacadas obras, la soltura y la expontaneidad que ofrece la talla y la forma en que ha logrado captar la expresiva y penetrante mirada del santo revelan a un Estévez próximo a los conceptos decimonónicos europeos.

#### Consagración del artista (1821-1845)

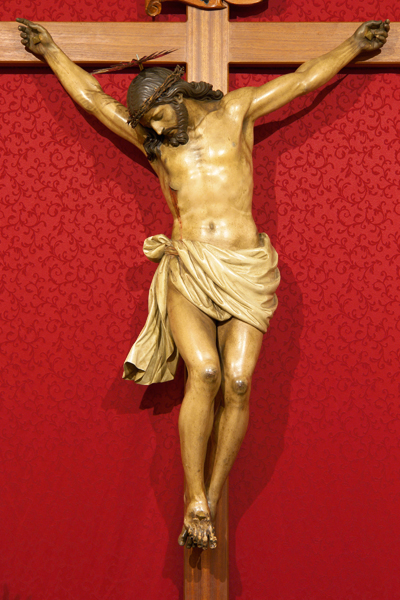
Cristo de la Sala Capitular

En la década de 1820, Estévez ya gozaba de un asentado prestigio, además de conocido en Tenerife por la responsabilidad que adquirió como regidor de La Orotava o por las esculturas que había realizado. Durante este periodo, sus esfigies comenzaron a tener repercusión el resto de las islas y muchas de ellas obtuvieron un mejor acabado. Fue un momento complicado, pues tuvo lugar la primera Desamortización eclesiástica.
De esta etapa destacan las imágenes realizadas para la capital palmera, las representaciones de San José y la Candelaria para la parroquial de Tinajo, la destacada talla del San Pedro Apóstol de la Concepción de La Orotava, el Santo Domingo que presidió un tiempo el Convento de San Pedro Mártir en Las Palmas o la talla más sobresaliente de ese tiempo: El Crucificado de las Salas Capitulares de la Catedral de los Remedios, una talla que ofrece un perfecto estudio de la musculatura, en la que hace gala de su buen quehacer como tallista.
Sin embargo, la talla más destacada de esta etapa fue la realización de la imagen de Nuestra Señora de Candelaria, pues el antiguo icono del siglo XV había desaparecido en el temporal que sufrió Tenerife en 1826.

##### Estévez y su legado artístico en Santa Cruz de La Palma

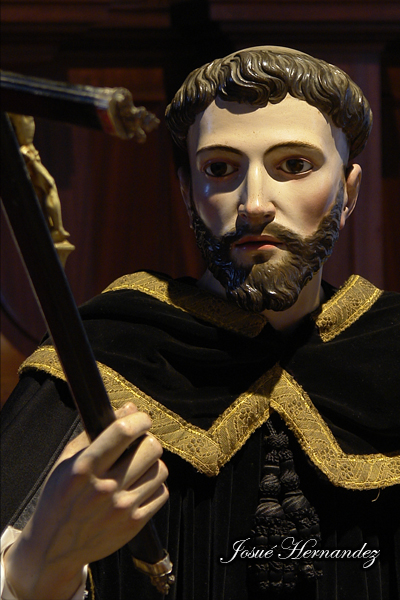
San Plácido, de Fernando Estévez

La relación artística de Estévez con Santa Cruz de La Palma surgirá con la amistad que tuvo con el Beneficiado de El Salvador, el polifacético sacerdote y artista palmero don Manuel Díaz Hernández (1774-1863), quién se había refugiado en La Orotava por enemistades políticas. Díaz encarga a Estévez la realización del grupo escultórico del Cristo del Perdón y San Pedro (1821-1822) para la Parroquia de El Salvador de la capital palmera. El mismo sacerdote sugirió la sustitución de la antigua esfigie de la Virgen del Carmen, por lo que Fernando realizó una imagen de la Patrona del Mar en 1824. Su policromía, suave y sonrosada, que se adecua a las exigencias del modelado, similar a la empleada por los escultores napolitanos y genoveses, “de ahí que las imágenes de Estévez ofrezcan, a veces, un cierto aire de porcelana”.
Tras su regreso a La Palma, Manuel Díaz decide reformar la capilla Mayor del Salvador, decorándola con gran cuadro de la Transfiguración, obra del pintor sevillano Antonio María Esquivel, enmarcado en un retablo para el cual le encarga a Estévez, en 1837, la realización de 4 ángeles, siguiendo el modelo de los tallados por el genovés Giuseppe Gaggini para la Concepción de La Orotava. También realizó para la capital palmera las esfigies de la Magdalena Penitente (1837) y la Virgen del Rosario, para la comunidad dominica.

##### La Escuela de Dibujo de Fernando Estévez
Después de varios intentos, en 1823 se crea el Colegio de los Ángeles, situado en el cenobio de los dominicos. Allí, Estévez desarrolló su actividad docente como profesor de Dibujo. Esta enseñanda fue bien acogida, elogiándose sus resultados, especualmentes los de Estévez, quién, tras la supresión del Colegio debido al regreso de los dominicos, decide crear por iniciativa propia una Escuela de Dibujo, establecida en aquel momento en la Biblioteca del citado convento. Sin embargo, tras la pérdida de las escuelas primarias por el incendio de la casa de los jesuitas, la escuela de Dibujo de Estévez fue clausurada para así poder trasladarlas al cenobio dominico.

##### Fernando Estévez y la Esclavitud del Stmo. Cristo a la Columna

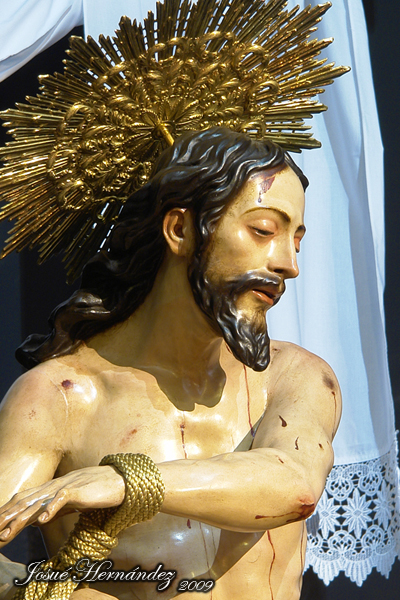
Estévez fue mayordomo del Cristo a la Columna

La celebérrima imagen del Cristo atado a la Columna de la Villa de La Orotava, obra de Pedro Roldán y considerada la mejor expresión barroca que se pueda encontrar en Canarias, despertó el interés de los fieles y vecinos desde su llegada en 1689. Así, en 1758 se crea la Venerable Esclavitud del Santísimo Cristo a La Columna en la parroquia de San Juan Bautista.
Con la llegada del siglo XIX, viajeros europeos y artistas locales pusieron su atención en el Cristo de Roldán. Destaca el papel de Fernando Estévez, hombre de profundas convicciones religiosas, dotado de una extrema sensibilidad y amante de los progresos de su tiempo. El propio escultor era miembro de la Cofradía, llegando a desempeñar la función de Mayordomo de la imagen desde 1829 hasta 1833. El selecto arte de Estévez encontró en la obra de Roldán un paradigma estético-conceptual que luego evidencia en sus mejores representaciones masculinas.

### El romanticismo en la obra de Fernando Estévez

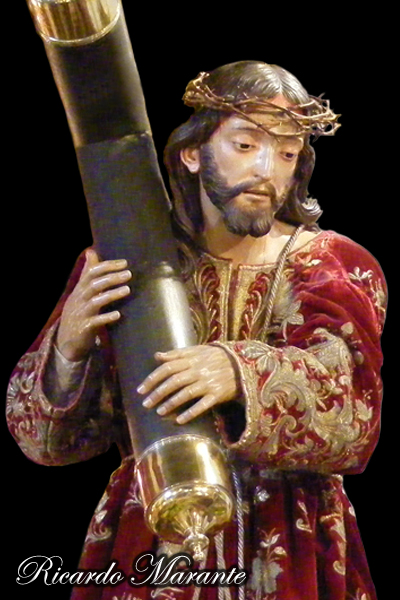
El Nazareno de Fernando Estévez, una de sus obras más admiradas

La obra de Estévez supone un proceso evolutivo, parejo a la propia creatividad del artista. Las esculturas del maestro arrancan desde piezas bajo la influencia de Luján Pérez y modelos disponibles en su entorno, evolucionando a tallas bajo el imperante neoclasicismo hasta dejar entrever en sus últimas obras una clara concepción romanticista.
Esta etapa final en su quehacer escultórico quedará patente en tallas como Nazareno (1840) y la Dolorosa (1841) de la Iglesia de Santo Domingo de Santa Cruz de La Palma o la Inmaculada Concepción, titular de su iglesia de San Cristóbal de La Laguna.
Sin duda, de las más destacadas ha sido la adquisición de la magnífica talla del Nazareno (1840), que junto con la Dolorosa, popularmente conocida como La Magna (1841), fueron encargadas por el V Marqués de Guisla-Ghiselin, don Luis Van de Walle y Llarena (1782-1864), gobernador Militar de La Palma y costeados por el Capitán y Alguacil Mayor del Santo Oficio de la Inquisición, don Gaspar de Olivares y Maldonado, y su esposa, doña Inés de Brito y Lara, quienes recibieron el Patronato del altar de Jesús Nazareno en el Convento de Predicadores. El Nazareno tiene una cabeza exquisitamente esculpida, “muy superior a los realizados por Luján para los templos de Gran Canaria”. Es más, también se considera que “incluso de mejor calidad que muchos de los ejecutados por maestros peninsulares del siglo XVIII ”.
Hasta 1850 Estévez permanece en su domicilio familiar en La Orotava, tal y como se refleja en el padrón de habitantes, trasladándose a Santa Cruz de Tenerife para desempeñar su cargo de profesor de dibujo en la recién creada Academia de Bellas Artes de Canarias.

#### La Real Academia de Bellas Artes
Tras fundarse la Real Academia de Bellas Artes de Canarias en 1849, Estévez fue nombrado Académico Numerario y profesor de escultura y vaciado de la misma, donde desempeñó el cargo de Catedrático de Dibujo Lineal y Adorno, colaborando estrechamente con el director Lorenzo Pastor y con el profesor de dibujo y matemáticas Pedro Maffiotte.
Su paso por la Academia no se redujo simplemente a la labor docente, sino a una actitud frente a la vida, al esfuerzo de superar las carencias sociales, la ignorancia y el analfabetismo desde una postura liberal y abierta. En su discurso de ingreso en la Academia, donde manifiesta su admiración por Antonio Canova, Estévez demuestra ser una persona culta, conocedora de la Historia del Arte, desde el mundo antiguo hasta su actualidad, convirtiéndose en el primer artista canario que hizo una sistematización de la obra de arte y del concepto artístico.
Fernando Estévez de Salas falleció en la Ciudad de San Cristóbal de La Laguna, el 14 de agosto de 1854, Víspera de al Asunción de la Virgen María. Su destacada labor docente mereció elogios del naturalista francés Sabino Berthelot, cónsul de Francia. La muerte de Fernando Estévez influyó enormemente en la organización de la Academia, ya que había sido el mentor del progreso del arte, al que, con su espíritu ilustrado, propició una mayor dignidad. La memoria del curso le recuerda con estas palabras que resultan elocuentes para su categoría artística: "distinguido escultor, sobresaliente dibujante y pintor"

## Obra

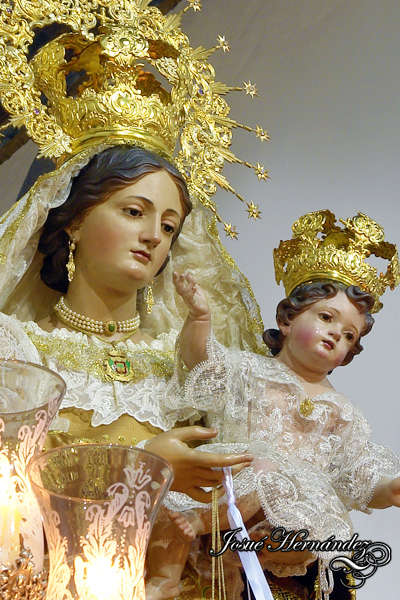
Nuestra Señora del Carmen Coronada, de La Orotava, recientemente atribuida a la gubia de Estévez

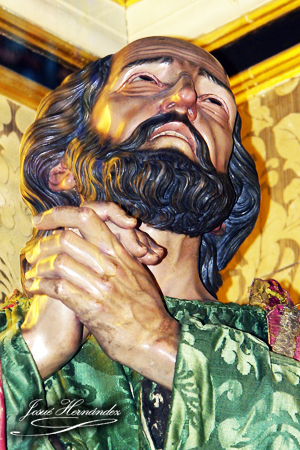
San Pedro Penitente (1822), de Fernando Estévez. Santa Cruz de La Palma

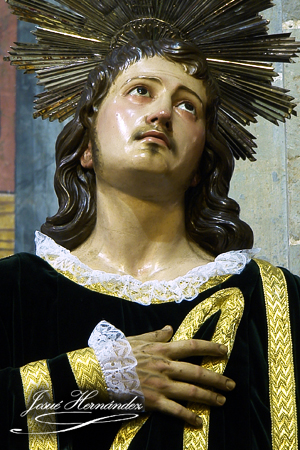
San Juan Evangelista, conocido popularmente como "El Enamorado"

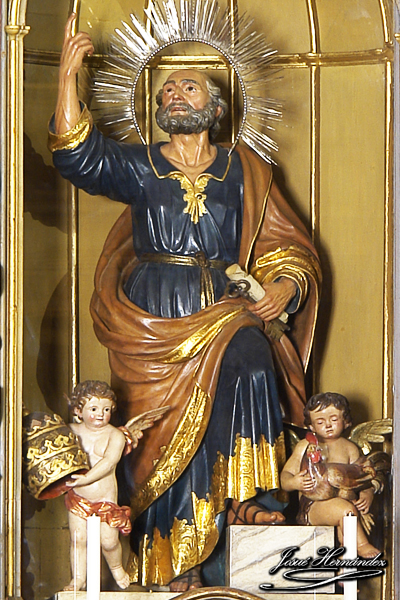
San Pedro Apóstol

Las representaciones del escultor orotavense muestran un marcado clasicismo, inspiradas en los modelos greco-latinos. Así, imágenes como el San Pedro o la Santa Lucía de la Concepción de La Orotava son buen ejemplo de ello. La influencia italiana, especialmente la genovesa, quedará patente en las obras de Estévez. El carácter académico se aprecia en buena parte de ellas. No cabe duda de que Estévez demostró ser un maestro original, rompiendo con las ataduras del pasado, independiente de los resabios tardobarrocos y del carácter pictoricista del mismo, llegando así a la cima del astro creador. En sus imágenes, los rostros expresan una delicada e intensa espiritualidad, de perfecto acabado, en las que Estévez demuestra tener una destreza y una habilidad escultórica que envuelve el ánimo del espectador, como, por ejemplo, el San Plácido (La Laguna), La Negación de San Pedro y el Nazareno (Santa Cruz de La Palma), el Santo Domingo de Guzmán (Las Palmas de Gran Canaria) o La Concepción (La Laguna). Fuentes Pérez, en su pormenorizado estudio sobre los escultores clasicistas canarios, indica que la representación del personaje femenino predominó en Estévez, llegando a ocupar el “60% del total ” de su producción.
La producción de Fernando Estévez es muy extensa, abarcando prácticamente la totalidad de las islas del Archipiélago Canario, siendo su presencia en Gran Canaria, verdaderamente anecdótica, ya que Luján había cubierto, años antes, las necesidades de este tipo en dicha isla.
Sus obras más destacadas son:
En Iglesias
- Santa María Magdalena (1809) - Catedral de los Remedios, San Cristóbal de La Laguna
- Conjunto escultórico de la Sagrada Familia- Iglesia de Santa Ana, Candelaria
- Ntra. Sra. del Carmen- Iglesia de Nuestra Señora del Carmen, La Orotava
- Santísimo Cristo del Calvario (c. 1814) - Ermita del Calvario, La Orotava
- Conjunto escultórico de San Isidro Labrador (h. 1814) -  Ermita del Calvario, La Orotava
- Santa Mª de la Cabeza (c. 1814) -  Ermita del Calvario, La Orotava
- San Juan Evangelista, "El Enamorado" - Iglesia de San Juan Bautista, La Orotava
- Nuestra Señora de los Dolores (1816) - Iglesia de San Juan Bautista, La Orotava
- Santo Tomás de Villanueva (c. 1816) - Iglesia de la Concepción, La Orotava
- Nuestra Señora de los Remedios (1817) - Parroquia Matriz del Apóstol Santiago, Los Realejos
- San Juan Bautista (c. 1819) - Basílica de San Juan Bautista, Telde
- Nuestra Señora del Rosario - Iglesia de San Marcos, Icod de los Vinos
- San Francisco de Asís (c. 1820) - Iglesia de San Francisco, La Orotava
- San Blas (c. 1820) - Iglesia de la Concepción, La Orotava
- Santa Lucía (c. 1820) - Iglesia de la Concepción, La Orotava
- Conjunto escultórico de San Pedro Apóstol (ant. 1820) - Iglesia de la Concepción, La Orotava
- Ntra. Sra. del Carmen - Iglesia de San Juan Bautista, La Orotava
- Ntra. Sra. de Candelaria (c. 1823) - Iglesia de la Concepción, La Orotava
- Santa Rita - Iglesia de Santa Úrsula, Santa Úrsula
- San José con el niño- Iglesia de Nuestra Señora del Carmen, La Orotava
- Conjunto escultórico de las Lágrimas de San Pedro (1821-1822) - Iglesia de El Salvador, Santa Cruz de La Palma
- Conjunto escultórico de las Lágrimas de San Pedro (1823) - Iglesia de La Concepción, San Cristóbal de La Laguna
- Ntra. Sra. del Carmen (1824) - Iglesia de El Salvador, Santa Cruz de La Palma
- San José con el niño - Capilla de Ntra. Sra. de los Dolores, Icod de los Vinos
- Ntra. Sra. de Candelaria (1827) - Basílica de Nuestra Señora de la Candelaria, Candelaria
- Ntra. Sra. de Candelaria (1827) - Iglesia de San Roque, Tinajo
- San José con el niño (1827) - Iglesia de San Roque, Tinajo
- Expositor del Santísimo (1827) - (Tabernáculo genovés) Iglesia de la Concepción, La Orotava
- San Blas (c. 1828) - Cueva de San Blas, Candelaria
- Cristo de la Sala Capitular (1828) - Catedral de los Remedios, San Cristóbal de La Laguna
- Ntra. Sra. de la Encarnación - Iglesia de la Encarnación, Hermigua
- Santo Domingo de Guzmán (1829) - Iglesia de Santo Domingo de Guzmán, Las Palmas de Gran Canaria
- Ntra. Sra. del Rosario (1832) - Iglesia de Santo Domingo de Guzmán, Santa Cruz de La Palma
- Nuestra Señora del Rosario (posterior a 1820) - Iglesia de Santo Domingo de Guzmán, Las Palmas de Gran Canaria
- 4 ángeles para el altar mayor (1837) - Iglesia de El Salvador, Santa Cruz de La Palma
- Santa María Magdalena (c. 1837) - Iglesia de San Francisco de Asís, Santa Cruz de La Palma
- El Nazareno (1840) - Iglesia de Santo Domingo de Guzmán, Santa Cruz de La Palma
- Ntra. Sra. de los Dolores, "La Magna" (1841) - Iglesia de Santo Domingo de Guzmán, Santa Cruz de La Palma
- Santa María Magdalena (c. 1841) - Iglesia de Santo Domingo de Guzmán, San Cristóbal de La Laguna
- San Plácido - Iglesia de San Juan Bautista, San Cristóbal de La Laguna
- Inmaculada Concepción (1847) - Iglesia de La Concepción, San Cristóbal de La Laguna
- Inmaculada Concepción - Retablo de la Inmaculada Concepción en la Iglesia de La Asunción, San Sebastián de La Gomera
- San José - Retablo de la Inmaculada Concepción en la Iglesia de La Asunción, San Sebastián de La Gomera

En Museos
- Santa Clara de Asís - Museo Sacro "El Tesoro de La Concepción", La Orotava
- Santa Elena - Museo Sacro "El Tesoro de La Concepción", La Orotava
- Ecce Homo - Museo Sacro "El Tesoro de La Concepción", La Orotava
- La Plaza de la Alameda (acuarela) (1836) - La Casa de los Balcones, La Orotava

Diseño
- Retablo del Calvario (1814) -  Ermita del Calvario, La Orotava[35]
- Retablo de Ánimas (1815) - Iglesia de la Concepción, La Orotava
- Balaustrada del Altar mayor (1823) - Iglesia de la Concepción, La Orotava[36]
- Sillería del Coro y Facistol - Iglesia de San Marcos, Icod de los Vinos[37][38]
- Cancel de la puerta principal - Iglesia de San Marcos, Icod de los Vinos[39]
- Cementerio Municipal (1823) - La Orotava
- Monumento para la Constitución (1823) - La Orotava

Obras desaparecidas
- Nuestra Señora de los Dolores (1817) -  Iglesia de la Concepción, Los Realejos
- Isabel II (óleo) (c. 1841) - Casas Consistoriales, La Orotava

## Seguidores
No se puede aplicar los conceptos de "taller" y "discípulo" a la persona y obra de Estévez, pues la aparición de las Academias trajo consigo la institucionalización del arte. Para seguir a Estévez había que pasar por los estudios académicos. Aun así, hubo personas que lo conocieron y manteniéndose próximos su estilo, reconociéndolo como máxima autoridad de la escultura del momento. Estos seguidores dilataron su estilo hasta bien entrado el siglo XX, como lo fueron Nicolás Perdigón Oramas (1853-1933) y sus hijos José María (1893-1974) y Jesús (1988-1970), llegando a crear una Academia de Dibujo en La Orotava, en la que se formaron muchos jóvenes que siguieron admirando e imitando el arte de Estévez. Destacó sobre todo el escultor palmero Aurelio Carmona López (1826-1901), el más original y fiel seguidor de Estévez. También lo fueron escultores como Ezequiel de León Domínguez (1926-2009), considerada la figura más represtativa de la imaginería tradicional canaria de su tiempo, el citado Manuel Díaz Hernández (1774-1863), Nicolás de las Casas Lorenzo (1821-1901), Arsenio de las Casas Martín (1843-h. 1925), que llevó a cabo la imagen de San Ramón Nonato, a imitación del San Plácido de La Laguna, José Aníbal Rodríguez de Valcárcel o Cayetano Fuentes y Acosta, de La Orotava.

## I Centenario de su fallecimiento
La Villa de La Orotava se vistió de gala para celebrar la conmemoración del primer centenario de la muerte de su artista por excelencia. En el mes de agosto del año 1954, los distintos actos conmemorativos de este gran escultor Estévez, revistieron extraordinaria brillantez. Al solemne funeral (al que se asoció el comercio, cerrando sus puertas) celebrado en la Parroquia de la Concepción, asistieron, además de las autoridades locales, profesores y alumnos de los colegios y representación de las distintas cofradías, gran número de fieles que llenaban las amplias naves del templo. A su vez, el Colegio "Santo Tomás de Aquino" concedió la beca gratuita de segunda enseñanza “Fernando Estévez” al alumno elegido tras superar un examen previo. También el certamen literario-biográfico entre alumnos de segunda enseñanza sobre el tema “La Orotava y sus hijos ilustres”, teniendo como figura principal la de Fernando Estévez, constituyó un señalado éxito para sus organizadores, por la cantidad y calidad de los trabajos presentados. Estos trabajos fueron leídos por sus autores en el acto que tuvo lugar el día siguiente, dieciséis de agosto de julio de 1954, celebrado en la Sociedad “Liceo Taoro”, donde asimismo tomó parte la Agrupación musical de cuerda “Eslava” que tan acertadamente dirigía Don Francisco Dorta Hernández, ejecutando música selecta.
Como broche final a los distintos actos que se celebraron en La Orotava, en honor del gran escultor. En el Liceo Taoro, en su salón de acto, se efectuó un gran acto de homenaje, presidido por las autoridades locales, directores de Colegios, así como directivos de la mencionada sociedad, donde se resaltó la fecha que se conmemoraba, extendiéndose en distintos detalles de la vida del gran imaginero villero que tan bellas obras de arte legara a la Orotava y otros lugares de la geografía canaria.

## II Centenario de su nacimiento: La magna exposición de Fernando Estévez
El bicentenario del nacimiento de Fernando Estévez (1788-1988) se celebró con diversos actos, algunos de ellos de especial significación histórica y cultural, y culminó de forma relevante, con la muestra antológica, que aspiró a cumplir el doble propósito de acercar a la mirada del pueblo de La Orotava: las expresiones más notables de uno de los artistas tinerfeño menos conocido con rigor, y, al propio tiempo, poner al alcance de los estudiosos del arte canario tan importante testimonios de la producción dispersa y no muy abundante de Estévez, lo que, sin duda, produjo nuevos trabajos que iban a contribuir y a perfilar, con más claridad y rotundidad que merecía, la personalidad artística.
La magna exposición de Fernando Estévez fue organizada por la Real Academia de Bellas Artes de Canarias, quien realizó en gran esfuerzo para reunir la mayor parte de su obra, contando con decididos apoyos eclesiásticos y civiles y recogiendo lo expuesto en un magnífico catálogo. Fue inaugurada en diciembre de 1988, bajo el patrocinio de la nombrada institución, el Obispado de Tenerife, la Viceconsejería de Cultura y Deportes del Gobierno de Canarias y los Ayuntamientos de la Villa de La Orotava y de San Cristóbal de La Laguna.

## Distinciones
- Fernando Estévez es considerado Hijo Ilustre del municipio de La Orotava.
- En Santa Cruz de Tenerife se encuentra la Escuela de Arte y Superior de Diseño Fernando Estévez que está dedicada a su nombre.